# Orden del Mérito Nacional (Argelia)

Orden del Mérito Nacional

La Orden del Mérito Nacional (en árabe: مصف الاستحقاق الوطني‎) es la máxima condecoración de Argelia.
Fue establecida el 2 de enero de 1984 para recompensar los servicios civiles o militares eminentes al país y a la Revolución. Está organizada en tres dignidades (sadr, amid, athir) y tres grados (ahid, djadir, achir). El presidente de Argelia es el sadr de la Orden. El amid es el equivalente al canciller en las órdenes europeas y quien ocupe esa dignidad es decidido por el sadr.
Algunos condecorados:
- Sadr: Ahmed Ben Bella, Houari Boumediène (póstumo), Rabah Bitat, Ali Kafi;[2]
- Athir: Fidel Castro,[3] Zinedine Zidane,[4] Thomas Klestil,[5] Mohamed el-Baradei.[6]